# Zdravstvena psihologija dela
Zdravstvena psihologija dela je področje psihologije, ki se ukvarja z varnostjo, zdravjem in dobrim počutjem na delovnem mestu. Gre za interdisciplinarno vedo, dveh aplikativnih smeri – psihologije dela in zdravstvene psihologije. Povezuje se tudi z drugimi področji, kot so sociologija dela, industrijski inženiring, ekonomija, preventivna medicina, javno zdravje in zdravje na delovnem mestu. Ukvarja se s psihološkimi dejavniki v delovnem okolju ter razvojem, ohranjanjem in izboljšanjem zdravja delavca. Osredotoča se tudi na dejavnike v delovnem okolju, ki vodijo do poškodb, bolezni in stresa.

## Zgodovina
Zdravstvena psihologija dela je povezana z mnogimi psihološkimi disciplinami, najbolj pa s psihologijo dela in organizacije. Korenine te interdisciplinarne vede najdemo že v sredini 19. stoletja, ko je Friedrich Engels opisal različne vzroke za zdravstvene probleme delavcev in jih povezal z okoljskimi in socialnimi dejavniki. V Veliki Britaniji je Odbor za  raziskovanje  napornega dela v industriji (Industrial Fatigue Research Board),  v času prve svetovne vojne izvedel raziskavo  o povezavi med utrujenostjo in učinkovitostjo na delovnem mestu glede na število delovnih ur in odmorov. V Ameriki je deloval Elton Mayo, ki je izvajal raziskave o različnih pogojih dela – urniki, čistoča, osvetljava, itd. Ugotovil je, da delavci najbolje delujejo, ko dobijo pozitivno spodbudo, iz česar je sledilo gibanje za človeške odnose v organizacijah. Zavzemal se je tudi za uvajanje svetovanja zaposlednim, da bi zmanjšal stres pri delu. Prvi je pojem preventivni management, ki se je nanašal na mentalno zdravje v idrustriji, predlagal Henry Elkind. S tem je prenesel psihiatrijo in mentalno zdravje na področje dela, poslovnih odnosov in organizacije v celoti.
Interes za psihološki pogled na delo se je zelo razširil v 70. letih. Ameriško ministrstvo za delo se je povezalo z nacionalnim inštitutom za varnost in zdravje pri delu (Institute for Occupational Safety and health – NIOSH) in skupaj sta omogočila raziskavo Univerze v Michinganu o pogojih na delovnem mestu. Gre za prvo raziskavo, ki je dala uradne podatke o organizaciji dela v povezavi z varnostjo, zdravjem in dobrim počutjem delavcev.
Izraz zdravstvena psihologija dela se je prvič pojavil leta 1985, ko je Every izpostavil vlogo psihologije pri promociji zdravja delavcev. Opisal jo je kot specializacijo znotraj zdravstvene psihologije v kontekstu dela. Leta 1990 sta Ameriško psihološko združenje (APA) in Nacionalni inštitut za zdravje in varnost pri delu (NIOSH)  skupaj organizirala pvo mednarodno konferenco za delo, stres in zdravje v Washingtonu. Leta 1996 je bil ustanovljen strokovna revija o zdravstveni psihologiji dela – Journal of occupational Health psychology, čez 3 leta kasneje, torej 1999, pa še Evropsa akademija za zdravstveno psihologijo dela (EA-OHP) delavcev.

## Ekološki dejavniki

### Okolje
Delovno okolje je definirano z množico delovnih, psiholoških in organizacijskih zahtev in stresorjev.  Ti zajemajo več faktorjev: kontekst dela, vloga posameznika v organizaciji, predviden razvoj kariere, razvoj odnosov na delovenm mestu in karakteristiko organizacije. Stauter, Hurrell in Cooper (1989) pa v sklopu okoljskih dejavnikov poudarjajo še nadzor  delavcev, samodeterminiranost in širok spekter delovnih obveznosti, ki vplivajo na zdravje in dobro počutje delavca.

### Posameznik
Z zdravjem na delovnem mestu je povezan širok spekter posameznikovih značilnost, kot so starost, stili spoprijemanja s stresom, spol, samospoštovanje, zdravstveno stanje.. Pomembne so tudi značilnosti vedenjskega in čustvenega odzivanja, kot so impulzivnost, nagnjenost k izražanju jeze, deloholizem. Raziskava Spelbergerja, Krasnerja in Solomona je pokazala, da so posamezniki, ki se v različnih situacijah pogosteje odzivajo z jezo bolj nagnjeni k povečanemu stresu in napetosti ter imajo višjo raven tveganja za slabe odnose na delovnem mestu in nižjo produktivnost. Pomemben je tudi spol delavca, ženske namreč v povprečju doživljajo več stresa zaradi organizacijske politike, prejemajo pa tudi več socialne podpore iz okolja.

### Interakcija socialnega življena in službe
Najbolj pogost je konflikt med družino in službo pri katerem zahteve delovnega mesta posegajo v družinsko okolje in obratno. Na strani organizacije lahko pride do problemov zaradi prevelike količine dela ali nefleksibilnega urnika, kar lahko vodi v mnoge konflikte. Ti imajo negativen vpliv tako na moške kot na ženske, saj je nasploh povezan z nižjim zadovoljstvom na delovnem mestu, stresom , anksioznostjo in zadovoljstvom v življenju. Raziskave kažejo, da o konfliktu med družino in službo najpogosteje poročajo posamezniki z visoko tendenco k negativnem čustvovanju. Najbolj pomembni ukrepi povezani s preprečevanjem konflikta so vezani na fleksibilen urnik, ki je pozitivno povezan z višjim zadovoljstvom. V smeri preprečevanja konfliktov med službo in družino pa gredo tudi t. i. družinam prijazna podjetja.

### Delovnik
Največ zaposlitev je vezanih na standardne 8-ur trajajoče in fiksne delovnike. Obstajajo pa tudi nestandardni, ki zajemajo nočno delo, izmene, delovne vikende, podaljšane delovnike pa tudi fleksibilne urnike. Organizacije, ki delujejo 24-ur na dan, na primer bolnišnice in policijske postaje, imajo za svoje uslužbence predvidene izmenske delovnike, ki vključujejo tudi nočne izmene. Največji problem tega je moten naravni cirkadiani ritem, katerega posledice so motnje spanca, pogoste pa so tudi motnje prebave in problemi s hormonskim delovanjem. Obstajajo tudi podaljšani delovniki, značilni za poklice, kot so voznik tovornjaka ali šofer avtobusa. Takšni delovniki so lahko fizično in psihično izčrpajoči, po drugi strani pa nudijo več prostega časa med tednom in večje možnosti za oddih. Posledično lahko podaljšani delovniki vpliva tako na boljšo kot na slabšo učinkovitost pri delu . Evropski svet je v 90tih letih izdal zakon po katerem lahko uslužbenci delajo največ 13 ur na dan in največ 48 ur na teden. Vedno bolj pogosti postajajo tudi t. i. fleksibilen delovnik, za katere je značilno, da organizacije dopuščajo uslužbencem, da sami organizirajo vsaj del delovnega dneva. Prednost tega je, da lahko uslužbenci uredijo osebne stvari izven delovnega časa, kar vodi do manjših odsotnosti v službi. Takšna organizacija delovnika pa prav tako vpliva pozitivno na zadovoljstvo z delom.

## Raziskovalne metode
Glavni namen raziskovanja na področju zdravstvene psihologije dela je razumevanje kako delovni pogoji vplivajo na zdravje delavca, pa tudi ugotavljanje kakšni so učinki intervencij. Najpogostejši pristop je poročanje osebe same, značilna pa sta tudi kvazieksperiment in eksperiment. Kvantitativne statistične metode so prav tako pogosto uporabljene, na primer hiearhično linearno modeliranje. To je uporabno za prilagajanje podobnosti med zaposlenimi iz razlicnih ustanov in oddelkov ter se uporablja na primer za merjenje vpliva stresorjev na delovnem mestu. H kvalitativnim metodam, ki jih uporabljajo na področju zdravstvene psihologije dela spadajo tudi intervju, fokusne skupine, opazovanje z udeležbo ter avtobiografska poročila o stresnih pripetljajih v službi.

## Področja
Zdravstvena psihologija dela se podrobneje dotika mnogih področij, ki so povezane s fizično in psihično boleznijo na delovnem mestu. Najbolj pogoste so naslednje:

### Nesreče na delovnem mestu
Nesreče na delovnem mestu so dogodki, ki se zgodijo v času dela ali pri drugih  dejavnostih, ki jih uslužbenec izvaja v sklopu službe in povzročijo fizično ali mentalno bolečino. K nesrečam na delovnem mestu spadajo zastrupitev, napadi ljudi, živali in insektov, spodrsljaji in padci, prometne nesreče, itd. V skladu s 41. Členom Zakona o varnosti in zdravju pri delu, mora delodajalec inšpekciji dela takoj prijaviti vsako smrtno poškodbo oziroma poškodbo, zaradi katere je delavec nezmožen za delo najmanj tri zaporedne delovne dni.   Večina delovnih mest ima relativno nizko stopnjo tveganja za bolj resne nesreče in nesreče s smrtnim izidom. Obstajajo pa industrije in podjetja v katerih imajo uslužbenci več možnosti za nezgodo na delovnem mestu. V Republiki Sloveniji je bilo v letu 2011 na Inšpektorat RS za delo prijavljenih 12.154 nezgod pri delu. Zgodilo se je 20 nezgod, ki so imele za posledico smrt delavca. V državah članicah EU pa tudi v Sloveniji je gradbeništvo tista dejavnost, kjer je največ nezgod. Razmerje nezgod pri delu  med aktivno moško in žensko populacijo je še vedno 2,8:1. Hitro, nezanesljivo in površno delo je tudi v letu 2011 bistveno prispevalo k nastanku nezgod (Inšpektorat republike Slovenije za delo).  Podjetja preprečujejo nesreče na delovnem mestu tako, da ustvarjajo pozitivno in varno kulturo v službi, osredotočajo se na napake v delovnem sistemu in ne krivijo delavcev za to, da se nesreče pojavijo. Preprečujejo lahko tudi s preventivnim fokusiranjem na zdravje in varnost ter se preko učenja in opazovanja izobrazijo o tem kje so možni vzroki za pojavljanje nesreč na delovnem mestu.

### Srčno-žilne bolezni in stres na delovnem mestu
Murphy je izvedel študijo o tem, kako se naporne delovne situacije v katerih morajo biti uslužbenci zelo pozorni in pazljivi ter službe, ki zahtevajo veliko odgovornosti za druge, povezane s srčno-žilnimi boleznimi. Najpogosteje so povezane s poklici v prometu, vzgojitelji in učitelji v osnovnih šolah ter rokodelci. 
Krvni tlak zvišujejo delo pod velikim pritiskom, visoke obremenitve in pritiski ter majhna možnost sprejemanja odločitev v službi. Študije kažejo, da povečano tveganje za srčno-žilne bolezni povzroča tudi okolje v katerem je uslužbenec uspešen, a nima nadzora nad svojim statusom v družbi in plačo. Na pojav srčno-žilnih bolezni in zdravja nasploh vpliva tudi izguba delovnega mesta.

### Duševne motnje na delovnem mestu

#### Depresija na delovnem mestu
Depresivne motnje so na delovnem mestu visoko prevelentne in imajo negativen vpliv na delovno produktivnost in učinkovitost. Problematična je stigma, ki se še vedno pojavlja v povezavi z depresijo ter neučinkovite preventivne metode. Obstaja povezava med depresijo, kroničnimi boleznimi, brezposelnostjo in nizkim prihodkom. Značilno je tudi, da se depresivne epizode pričnejo zgodaj v posameznikovi karieri in se pogosto pojavljajo skozi celotno kariero. Pomembno je interveniranje v smeri priznavanje depresije kot bolezni na delovnem mestu in vzpostavljanja občutljivega delovnega okolja, ki take posameznike zazna in napoti v psihološko obravnavo.

#### Odvisnost od alkohola na delovnem mestu
K tem motnjam štejemo odvisnost od alkohola. Ta je bolj ogrožajoča za delavce na delovnih mestih z velikimi fizični napori in nižjo stopnjo nadzora. Med poklici so najbolj izpostavljene službe v gradbeništvu in prometu ter delo natakarjev.

#### Osebnostne motnje in shizofrenija na delovnem mestu
Osebnostne motnje so velikokrat povezane s težavnim spopadanja z delovnimi nalogami, to pa lahko  vodi v težave z drugimi osebami v delovnem okolju. Posredni učinki prav tako igrajo vlogo, na primer zapleti izven dela, kot so uporaba drog ali koeksistenca drugih mentalnih bolezni. Določene osebnostne motnje pa lahko povzročijo tudi nadpovprečne delovne rezultate, kar se kaže preko povečanega zagona (manične epizode) ali pa izkoriščanja sodelavcev (narcisistična motnja osebnosti) Študija, ki so jo izvedli Link, Dohrenwend in Skodol (1986), je pokazala, da je za shizofrene osebe bolj značilno, da je bilo za njihovo delovno okolje pred prvo epizodo pogosto značilen močnejši hrup, vlaga, mraz ali vročina na delovnem mestu. Ta model predpostavlja, da delovna mesta z več stresorji spodbudijo nastanek shizofrenije pri ranljivih posameznikih.

### Stres na delovnem mestu
Pri stresu gre za nezmožnost organizma za optimalno odzivanje na čustvene ali fizične grožnje, bodisi dejanske ali izmišljene. Na delovnem mestu so prisotni mnogi fizični in psihični stresorji, ki lahko negativno vplivajo na duševno blagostanje osebe ter splošno zadovoljstvo z delom.

### Glasen šum na delovnem mestu
Glasen šum se pojavlja pri mnogih delovnih mestih, še posebej tistih, ki vključujejo delo s težko opremo in stroji. Predvsem delavci na letališčih, gradbiščih, tovarnah in rudnikih so lahko izpostavljeni glasnemu hrupu, kar vpliva tako na njihovo zdravje, kot delovne dosežka. Najbolj zaskrbljujoča je kontinuirana izpostavljenost nad 85 decibelom, ki lahko vodi v trajno izgubo sluha, še posebej pri visokih frekvencah. Problematično je, ker zvok te glasnosti večinoma ni boleč in se delavci ne zavedajo možnih negativnih učinkov.

### Izgorelost
Pri izgorelosti za stanje, v katerem je oseba čustveno, telesno in mentalno izčrpana. Povezano je lahko z veliko količino dela, ki je posameznikov organizem ni zmožen prenesti.

## Preventiva
Pravice in dolžnosti delodajalcev in delavcev v zvezi z varnim in zdravim delom ter ukrepi za zagotavljanje varnosti in zdravja pri delo so v Sloveniji zapisani v Zakonu o varnosti in zdravju pri delu. Ta zakonodaja izhaja iz dokazov, da iz delovnega okolja izhajajo mnogi dejavniki tveganja za varnost in zdravje delavcev. Poleg tega pa so raziskave pokazale, da lahko delovno okolje tudi krepi zdravje in varnost posameznika. Zaradi tega je treba delovno mesto obravnavati kot ključno tako za preprečevanje poškodb in bolezni, kot za promocijo zdravja. Zdravstvena psihologija dela je disciplina, ki na delovno okolje ne gleda le kot na dejavnik tveganja, pač pa tudi ojačevalec zdravja. Te ideje prihajajo iz konceptov v preventivni medicini, ki je bila najprej prav tako namenjena le preprečevanju širjenja epidemij. Model javnega zdravja je deljen v tri kategorije – primerne intervencije, sekundarne intervencije in terciarne intervencije. Pri tem so primarne namenjene vsem ljudem in se osredotočajo na promocijo zdravja in izobraževanje o boleznih. Če prenesemo primarno intervencijo na zdravstveno psihologijo dela bi bil primer treniranje menedžerjev za izboljšanje odnosov v njegovi organizaciji, kljub temu da nekateri menedžerji že imajo zgrajene dobre odnose s svojimi podrejenimi. Sekundarna intervencija je razširjena na ljudi, pri katerih obstaja tveganje za bolezen. Primer tega bi bil povečanje odmorov za delavce, ki vnašajo podatke v računalnike, saj pri njih obstaja večja verjetnost za mišično-skeletno bolečino, zaradi prekomerne uporabe tipkovnice. Primer terciarne intervencije na delovnem mestu pa bi bil individualno svetovanje za zmanjšanje tesnobnosti ob vrnitvi na delovno mesto, zaradi dolgotrajne bolezenske odsotnosti. Zdravstvena psihologija dela se sicer osredotoča na primerne intervencije, so pa prisotne tudi sekundarne in terciarne intervencije.
K dobrim praksam v evropskih in slovenskih organizacijah za uravnavanje stresa na delovnem mestu spadajo prijazna ureditev delovnega okolja, ki je primerna tudi za starejše delavce, zagotavljanje storitev za podporo zaposlenim, ki doživljajo stres, namenjanje posebne pozornosti tisti, ki se bližajo upokojitvi, informiranje o kontaktu, ki nudi oporo v težavah, prostori za počitek, raznolikost dela ter široke možnosti in podpora podjetja za izobraževanje zaposlenih. Za zagotavljanje dobrega delovnega okolja se najpogosteje izvajajo treningi uravnavanja stresa, treningi o preprečevanju konfliktih na delovnem mestu, grajenja tima, treniranje in izobraževanje menedžerjev o zdravem načinu življenja, da bodo znali proaktivno podpirati zaposlene, odpravljanje stigmatiziranja psihičnih težav ter sprememb kulturne percepcije.

## Nadaljnjo branje
- Bilban, M. (2007). Kako razpoznati stres v delovnem okolju. Delo in varnost, 52(1), 30-35.
- Schaufeli, W.B. (2004). The Future of Occupational Health Psychology. Applied Psychology, 53(4), 502-517.
- Taris, T.W. (2003). Challenges in longitudinal designs in occupational health psychology. Scandinavian Journal of Work, Environment & Health, 29(1), 1-4.
- Praper, P. (1996). Zdravstvena psihologija v svetu in pri nas. Psihološka obzorja, 2(3-4), 99-106.
- Pšeničny, A. (2009). Razširjenost izgorelosti v Sloveniji. Delo in varnost, 54(1), 23-30.
- Pogačnik, V. (2000). Uporaba Lestvice delovnega zadovoljstva v slovenskih podjetjih. Psihološka obzorja, 9(4),105-114.